# Santiago Salcedo
Santiago Salcedo (sinh ngày 6 tháng 9 năm 1981) là một cầu thủ bóng đá người Paraguay.

## Đội tuyển bóng đá quốc gia Paraguay
Santiago Salcedo thi đấu cho đội tuyển bóng đá quốc gia Paraguay từ năm 2003.

## Thống kê sự nghiệp
| Đội tuyển bóng đá Paraguay | Đội tuyển bóng đá Paraguay | Đội tuyển bóng đá Paraguay |
| Năm                        | Trận                       | Bàn                        |
| -------------------------- | -------------------------- | -------------------------- |
| 2003                       | 1                          | 0                          |
| 2004                       | 0                          | 0                          |
| 2005                       | 2                          | 0                          |
| 2006                       | 0                          | 0                          |
| 2007                       | 0                          | 0                          |
| 2008                       | 0                          | 0                          |
| 2009                       | 0                          | 0                          |
| 2010                       | 0                          | 0                          |
| 2011                       | 0                          | 0                          |
| 2012                       | 1                          | 0                          |
| 2017                       | 2                          | 0                          |
| Tổng cộng                  | 6                          | 0                          |